# Hypamblys
Hypamblys is een geslacht van insecten uit de orde vliesvleugeligen (Hymenoptera) en de familie Ichneumonidae.

## Soorten
- H. albicruris (Gravenhorst, 1829)
- H. albifacies (Provancher, 1888)
- H. albopictus (Gravenhorst, 1829)
- H. auberti Kasparyan, 2007
- H. carmenae Gauld, 1997
- H. conformis (Walley, 1933)
- H. dejongi Teunissen, 1953
- H. fluminensis (Strobl, 1901)
- H. glaciator Aubert, 2007
- H. innotator Aubert, 1998
- H. leucopygus (Holmgren, 1869)
- H. muli Kasparyan, 2007
- H. romani Habermehl, 1925
- H. selkup Kasparyan, 2007
- H. slaviceki Gregor, 1935
- H. variabilis Teunissen, 1953